# Горнобански манастир
Горнобанският или Люлинският манастир „Св. св. Кирил и Методий“ е действащ манастир на Българската православна църква.

## Местоположение
Намира се в самата Люлин планина. на около 6 км от центъра на вилния квартал Горна Баня на София на равно място сред смесена борова и широколистна гора. Манастирът е достъпен по нормален автомобилен път.
До манастира може да се стигне с градски транспорт, като се слиза на спирка „в.з. Люлин“ и се ходи пеша около 10 минути. Различни автобуси пътуват делник и празник. През почивните дни пътува линия 103, която тръгва от автогара „Овча купел“ – от 2023 година линията прави по шест курса до вилната зона и обратно. През делничните дни пътува новата линия 803, която тръгва от метростанция „Горна Баня“ – единадесет от курсовете на линията стигат до спирка „в.з. Люлин“ и обратно, останалите се движат до местност „Кантона“, която се намира на час пеша до манастира.

## Архитектура
Основан в края на ХІІІ век, манастирът е разсипван нееднократно по време на османските нашествия и  последно от комунистическия режим и пак изграждан от местните хора. Строителството преди Освобождението от османска власт възстановява средновековния храм по оцелелите стари основни зидове и не променя нищо от неговата архитектура и начин на градеж. Храмът е еднокорабен, едноапсиден с две петостенни конхи и размери около 16 на 11 м, над и около олтара и отвън в люнетите над прозорците и вратите има наивистични възрожденски стенописи, в храма има и икона на Свети Крал. Обявен е за паметник на културата от местно значение. Днес се състои от храма „Св. св. Кирил и Методий“ и помощна сграда, двуетажната сграда с кьокове и чардаци с монашеските килии е унищожена от пожар в 1972 г. заедно с дървения покрив и купола на храма, но за разлика от покрива останалото не е възстановено. Намеренията средновековния Люлински манастир „Св. св. Кирил и Методий“ да бъде възстановен както подобава в пълната му цялост се отлагат заради недостиг на средства.

## История
Манастирът вероятно е средновековен. В 1863 година жителите на село Горна Баня успяват да издействат разрешение от турската власт за възстановяване на манастира. Най-голям радетел на това дело е горнобанчанинът дедо Цене, чието име е вдълбано в камък от подновената стена на храма. Дедо Цене, който е доверен човек на Васил Левски, започва възстановянето на храма без разрешение, но е арестуван и откаран на съд в Русе. С подкуп на чиновниците дедо Цене лежи само два месеца и половина в затвора. След това събира 600 овце и овни и ги откарва в Цариград, рушвет на великия везир и така издействал разрешение за съграждането, не само на храма, но и на манастира „Св. св. Кирил и Методий“. Храмът на обителта е възстановен напълно в края на 1875 г. В 1876 г. църквата е осветена от софийския митрополит Мелетий и започва строителството и на просторна двуетажна сграда с чардаци за монасите. През Руско-турскатата война от 1877 – 1878 година дядо Цене е мобилизиран да служи в турския обоз който прекарва храна и муниции на османските войски. Той обаче бяга при руснаците и след няколко месеца влиза в София на 4 януари 1878 г. заедно с войските на освободителите водени от генерал Гурко.
В свободна България манастирът бързо се замогва и дори се сдобива със значителни имоти. Но след комунистическия преврат на 9 септември 1944 г. те за няколко години са му отнети от атеистичната власт, а в началото на 50-те години на XX век, манастирът е затворен и в него са настанени трудови войски. Имотите са разграбени, стопанството е разрушено, а монасите – прогонени. Впоследствие в края на 60-те тодини Светата обител частично е възстановена, но през 1972 г., пожар унищожава 100-годишните манастирски сгради и дървения покрив с купола на черквата. Скоро след това е възстановен само храмът на „Св. св. Кирил и Методий“, но без съществувалия дотогава купол. Храмът, една помощна постройка и аязмото-чешма са единствените сгради останали от стария манастирски комплекс.
Манастирът „Св. св. Кирил и Методий“ е в Софийската духовна околия на Софийската епархия. Той е действащ, но няма килии и е без монаси. Храмът, „Св. св. Кирил и Методий“ отваря врати всяка събота и неделя. Между дърветата са изградени маси и пейки за поклонниците, а наблизо има аязмо-чешма с течаща планинска вода. Храмов празник е 11 май – патронния ден на Манастира в който Светата Българската Православна Църква почита Равноапостолните Солунски братя просветители Св. св. Кирил и Методий и успението Кирилово, на 30 октомври се чества и празника на Свети Крал.